# Vladimir Grigor'ev (giocatore di calcio a 5)
Vladimir Valer'evič Grigor'ev (in russo Владимир Валерьевич Григорьев?; 29 novembre 1971) è un ex giocatore di calcio a 5 ed ex calciatore russo, campione europeo con la nazionale russa nel 1999.

## Carriera
Dopo gli esordi nel calcio, che praticò per due stagioni con il Metallurg Krasnojarsk, Grigor'ev si dedicò al calcio a 5 legando metà della propria carriera allo Spartak Mosca. Con la nazionale russa ha disputato due campionati europei, inclusa la vittoriosa edizione del 1999.

## Palmarès

### Club
- Campionato russo: 1
Spartak Mosca: 2000-01
- Coppa della Russia: 1
Spartak Mosca: 2002-03

### Nazionale
- Campionato d'Europa: 1
Spagna 1999